# Leonid Michel'son
Leonid Viktorovič Michel'son (in russo Леони́д Ви́кторович Михельсо́н?; Kaspijsk, 11 agosto 1955) è un imprenditore russo miliardario, amministratore delegato, presidente e principale azionista della società russa del gas Novatek.
Secondo il Bloomberg Billionaires Index, ha nell'ottobre 2021 un patrimonio netto di 34,4 miliardi di dollari, rendendolo la 35a persona più ricca del mondo e la più ricca della Russia.

## Biografia
Nato da una famiglia ebrea aschenazita, Michel'son ha iniziato la carriera come ingegnere dopo essersi laureato in ingegneria civile industriale presso l'Istituto di ingegneria civile di Samara nel 1977. Ha iniziato a lavorare come capisquadra in una società di costruzioni e assemblaggi nella zona di Tjumen' in Siberia. Uno dei suoi progetti iniziali era il lavoro sul gasdotto Urengoj-Čeljabinsk. Nel 1985, è stato nominato ingegnere capo di Rjazan'truboprovodstroj. Nel 1987 è diventato direttore generale di Kujbyševtruboprovodstroj. Nel 1991, Kujbyševtruboprovodstroj è stata una delle prime aziende a subire la privatizzazione dopo la dissoluzione dell'Unione Sovietica.
Michel'son ha continuato come amministratore delegato della società, ribattezzata Nova, fino all'ottobre 1994. Divenne poi direttore generale della sua holding, Novafinivest, che in seguito divenne nota come Novatek. Dal 2008 al 2010 Michel'son è stato Presidente del Consiglio di amministrazione di OAO Stroytransgas e OOO Art Finance. Attualmente ricopre la carica di Presidente del Consiglio di amministrazione di ZAO Sibur e fa parte del Consiglio di Sorveglianza della Banca Russa di Sviluppo Regionale dell'OAO. Sibur è una società di trattamento del gas e petrolchimica che gestisce 26 siti di produzione in tutta la Russia con sede a Mosca. Michel'son possiede il 57,5% di Sibur. Detiene anche una partecipazione del 25% in Novatek.
Michel'son ha un forte interesse per l'arte, affermando che "il 99 per cento" del suo interesse è per l'arte russa e contemporanea. Ha anche fondato la sua fondazione, la V-A-C Foundation, che promuove l'arte russa contemporanea, e ha legami internazionali con il New Museum di New York, i musei Tate nel Regno Unito e la galleria Whitechapel di Londra. Nel maggio 2017, la fondazione ha anche aperto uno spazio espositivo a Venezia e sono in corso i lavori per sviluppare il primo grande centro d'arte di V-A-C a Mosca, il cui sito principale è una centrale elettrica storica sulle rive del fiume Moscova. Progettato da Renzo Piano, il Building Workshop, il nuovo centro per le arti e la cultura contemporanea a Mosca ha aperto nel 2021.

### Altre partnership
Michel'son collabora spesso con il miliardario russo Gennadij Timčenko su progetti commerciali e di investimento. Sono soci e azionisti di maggioranza di Novatek e Sibur. Nel 2013, Michel'son e Timčenko hanno venduto il 12% di Sibur ai partner di gestione. Sia Michel'son che Timčenko appaiono nella lista dei miliardari di Forbes. Nel 2012, Michel'son è stato elencato come il secondo russo più ricco in una serie di articoli tra cui Bloomberg. Michel'son e Novatek sono i principali sponsor della Federcalcio russa.
Michel'son è il destinatario dell'Ordine del Distintivo d'Onore della Federazione Russa.

## Vita privata
Sposato e padre di due figli, vive a Mosca. Sua figlia Victoria studiò storia dell'arte alla Università di New York e al Courtauld Institute di Londra. La sua Fondazione VAC Victoria, l'arte di essere contemporanei, prende il nome da lei. Possiede anche il megayacht Pacific. Michel'son è uno dei tanti "oligarchi" russi nominati nel Countering America's Adversaries Through Sanctions Act, CAATSA, firmato dal presidente Donald Trump nel 2017.